# St Endellion
St Endellion (Sen Endelyn en cornique) est un village et une paroisse civile situé sur la côte nord des Cornouailles, en Angleterre. Au moment du recensement de 2011, il comptait 1 029 habitants.
Le nom du village provient d'Endelienta ou Endellion, une sainte galloise, fille de Brychan, qui aurait converti la paroisse au christianisme au Ve ou au VIe siècle. L'église du village, une collégiale de style gothique perpendiculaire, lui est consacrée. Des festivals de musique y sont organisés chaque année à Pâques et durant l'été.
Il est la localité-type de la bournonite, un minerai également appelé endellionite.
La deuxième fille du Premier ministre du Royaume-Uni David Cameron, née le 24 août 2010, a pour troisième prénom Endellion en référence au village : ses parents étaient en vacances non loin de là lorsqu'elle est née, avec quelques semaines d'avance.
Le Quatuor Endellion est également nommé en référence au village.